# Heimansia pusilla
Heimansia pusilla is een alg behorend tot de familie Desmidiaceae.

## Kenmerken
Het heeft kenmerkende Cosmarium-achtige cellen die met elkaar verbonden zijn door dunne strengen, zijnde de overblijfselen van afgeworpen primaire celwanden.